# Plan de escape
Plan de escape (en inglés, Escape Plan) es una película de acción estadounidense dirigida por Mikael Håfström, protagonizada por Sylvester Stallone y Arnold Schwarzenegger, escrita por Miles Chapman y Jason Keller. Fue estrenada el 9 de octubre de 2013 en Filipinas, el 18 de octubre de 2013 en los Estados Unidos y el 31 de octubre en Uruguay.

## Argumento
Ray Breslin (Sylvester Stallone), es un experto en fugas de cárceles. Él es contratado por las cárceles de máxima seguridad del planeta para probar sus sistemas de seguridad. Con base a los defectos que este encuentra, las cárceles mejoran para que los reclusos no puedan escapar, de todos modos, Ray es un recluso falso, con un código de evacuación puede salir libre sin hacer nada más.
Ray y su socio comercial Lester Clark (Vincent D'Onofrio), reciben un trato multimillonario de una empresa privada quiere contratar los servicios de asesoría, pero sin que nadie conozca la ubicación de la cárcel, y que no tenga comunicación con nadie. Ray acepta, aunque desconfía, y los compañeros le colocan un transmisor. La persona que le propone el trabajo a Ray es una agente de la CIA, llamada Jessica Miller para probar una nueva prisión ultrasecreta para personas desaparecidas
Haciéndose pasar por un terrorista a la fuga llamado Anthony Portos, Ray es raptado por fuerzas oscuras y llevado en helicóptero a una prisión de alta tecnología que se encuentra en un lugar no revelado, mientras viaja en el helicóptero ve cómo matan a un hombre, y le quitan el transmisor. Cuando presencia el brutal asesinato de un detenido a manos de un sádico guardia llamado Drake (Vinnie Jones), y el alcaide, Willard Hobbes (Jim Caviezel), se niega a tomar medidas, intenta abortar su misión utilizando un código de evacuación preestablecido para emergencias. Pero pronto descubrirá que el código no significa nada para el alcaide y que, por primera vez en su vida, está atrapado de verdad.
Sin otra alternativa que no sea continuar con su asignación, Ray recibe imprevistamente la ayuda de un preso llamado Emil Rottmayer (Arnold Schwarzenegger) y centra sus misteriosos poderes de observación en elaborar un plan de escape. Pero su fórmula anteriormente infalible no tiene éxito. Mientras pacientemente recopila y analiza información, se da cuenta de que no se trata de una prisión cualquiera. “La Tumba”, como la llaman, se ha construido exactamente sobre la base de las especificaciones del propio Ray.
Ayudado por Emil, logra escabullirse por debajo de una celda de máxima seguridad. Cuando logra salir a la superficie, se da cuenta de que están en un barco, en aguas internacionales. Breslin y Rottmayer continúan estudiando el complejo y aprenden las rutinas de los guardias. Sin embargo, Hobbes le revela a Breslin que él es consciente de su identidad y, con el comandante de seguridad, Drake, velando por él, se asegurará de que Breslin pase el resto de su vida en la prisión. Breslin ofrece información de Hobbes sobre Mannheim de Rottmayer a cambio de ser liberado; Hobbes está de acuerdo.
Mientras Breslin le da información falsa a Hobbes sobre Mannheim, los colegas de Breslin, Abigail Ross y Hush, sospechan de Clark cuando el sueldo de Breslin por el trabajo se congela. De los documentos pirateados descubren que la prisión, cuyo nombre en código es "La Tumba", es propiedad de una organización con fines de lucro vinculada a un contratista de seguridad privado. Se revela que Clark está en contacto con Hobbes sobre el encarcelamiento de Breslin. Rottmayer habla con Javed, un religioso musulmán, para que hable con Hobbes, dándole información falsa sobre el escape de Breslin y Rottmaye, a cambio de que este pueda subir a la cubierta a hacer una oración nocturna. Hobbes acepta, y a Javed se le permite subir, este usa un sextante improvisado, construido por Breslin, para determinar la latitud del barco. A partir de esto, Breslin y Rottmayer deducen que están en el océano Atlántico cerca de Marruecos.
Breslin convence al médico de la prisión, el Dr. Kyrie (Sam Neill), para que lo ayude a él y a Rottmayer a escapar enviando un correo electrónico a Mannheim. Luego transmite un mensaje de código falso desde su celda, convenciendo a Hobbes de que se producirá un disturbio en el bloque de celdas C. Con la seguridad mal dirigida, Javed inicia los disturbios, pero en el bloque de celdas A, lo que le permite a él, Breslin y Rottmayer correr hacia la cubierta mientras se inicia un bloqueo. Breslin mata a Drake, uno de los guardias, pero Javed es asesinado por Hobbes y sus hombres, mientras este les hacía perder tiempo a los guardias, para que Rottmayer y Ray puedan fugarse. Breslin va a la sala de máquinas para apagar los sistemas eléctricos, lo que le da la posibilidad a Rottmayer para abrir la escotilla de la cubierta, que estaba cerrada eléctricamente, antes de que los generadores de respaldo se conecten. Mientras tanto, un helicóptero enviado por Mannheim participa en un tiroteo con la tripulación del barco. Rottmayer aborda el helicóptero, y Breslin es arrojado al océano por el sistema de agua automatizado después de que Hobbes reiniciara el sistema eléctrico principal. El helicoptéro se acerca a Ray, que estaba flotando, y le lanzan una escalera. Hobbes, y otros guardias comienzan a disparar al helicóptero, dañándolo, e hiriendo a Emil. Ray se las arregla para dispararle unos barriles de aceite que estaban en el barco, y los hace explotar, destruyendo parte de la embarcación y matando a Hobbes.
El helicóptero aterriza en una playa marroquí, donde Rottmayer revela que en realidad es Mannheim, Mayer es su hija, "Portos" era una palabra clave para alertar a Mannheim de que Breslin era un aliado, y Hobbes originalmente no sabía que la historia de portada de Breslin era falsa. Más tarde, Ross informa a Breslin que descubrieron que a Clark se le ofreció un salario anual de 5 millones de dólares para convertirse en CEO de la compañía de seguridad de La Tumba, en caso de que el encarcelamiento de Breslin pruebe que el barco era a prueba de escape. Hush sigue a Clark hasta Miami y lo encierra en un contenedor, en un barco carguero con destino desconocido.

## Reparto
- Sylvester Stallone como Ray Breslin.
- Arnold Schwarzenegger como Emil Rottmayer.
- Jim Caviezel como Willard Hobbs.
- Vinnie Jones como Drake.
- Amy Ryan como Abigail Ross.
- Vincent D'Onofrio como Lester Clark.
- Sam Neill como Doctor Kyrie.
- 50 Cent como Hush.
- Matt Gerald como Roag.

## Recepción
La película recibió críticas mixtas, se destacó el hecho de ser entretenida y tener una dosis equilibrada de acción. Posee una aprobación del 50% en Rotten Tomatoes y de 55% por parte de la audiencia. En FilmAffinity tiene una puntuación de 5,5/10, y en IMDb de 6,7/10.
La película tuvo un rendimiento inferior en la taquilla de EE. UU., debutando en el número cuatro en la lista de taquilla con $ 9,89 millones en 2883 cines y, finalmente, recaudando sólo $ 25,1 millones a nivel nacional. Sin embargo, Plan de escape fue un éxito internacional en taquilla, debutando en primer lugar en varios mercados asiáticos y europeos, recaudando en total más del doble de su presupuesto de $50 millones, unos $112,2 millones, totalizando una recaudación mundial de $ 137.3 millones.

## Versión doméstica
"Escape Plan" salió a la venta el 4 de febrero de 2014, en formato DVD y Blu-ray. En ventas en formato DVD alcanzó una cifra de $9,584,834 dólares y en Blu-ray alcanzó una cifra de $5,944,409, para un total de $15,529,243.